# Bibrons reuzenweekschildpad
Bibrons reuzenweekschildpad (Pelochelys bibroni) is een grote soort schildpad uit de familie weekschildpadden (Trionychidae).
De soort werd voor het eerst wetenschappelijk beschreven door Richard Owen in 1853. Oorspronkelijk werd de wetenschappelijke naam Trionyx (Gymnopus) bibroni gebruikt. De soortaanduiding bibroni is een eerbetoon aan de Franse zoöloog Gabriel Bibron (1806 - 1848).

## Uiterlijke kenmerken
Met een maximale schildlengte van 102 centimeter is dit een van de grootste soorten weekschildpadden, maar de enige andere soort uit het geslacht Pelochelys, Cantors reuzenweekschildpad (Pelochelys cantorii) wordt twee keer zo groot en kan in uitzonderlijke gevallen 2 meter lang worden. Beide soorten hebben een groot, zeer plat en vrij rond schild, dat een wat harder, centraal middendeel heeft, ondersteund door de ribben, en een meer rubber-achtig, flexibel deel aan de zijkanten en achterzijde waaronder de achterpoten zitten die volledig worden bedekt. Juvenielen hebben een donkerbruine tot bijna zwarte schildkleur, met een ster-achtige tekening van lichtere vlekken en lijnen die naar de buitenkant van het schild wijzen. Op de nek lopen enkele evenwijdige strepen in dezelfde kleur. Naarmate de dieren ouder worden vervaagt deze tekening, maar dit gaat langzaam en ook bij dieren die al bijna een meter lang zijn en al lang volwassen zijn is deze nog te zien. Dit in tegenstelling tot Cantors reuzenweekschildpad, die vrijwel geen tekeningen heeft.

## Algemeen
Bibrons reuzenweekschildpad komt alleen voor in zuidelijk Nieuw-Guinea, en net zoals Cantors reuzenschildpad wordt ook deze soort meer landinwaarts aangetroffen, maar er zijn ook vondsten bekend van exemplaren in het kustgebied, brakwater wordt getolereerd. Over het algemeen leeft de schildpad echter in langzaam stromende wateren als rivieren. Vanwege zijn grootte heeft de volwassen schildpad alleen nog krokodilachtigen als vijand, jongere dieren worden echter door van alles belaagd.

## Taxonomie
Er hebben zich wel wat problemen voorgedaan bij de aanvankelijke beschrijving en classificatie van de soort. Het exemplaar dat werd gebruikt om de soort te beschrijven, het holotype ging verloren bij de bombardementen op Londen tijdens de Tweede Wereldoorlog. Ook noteerde Owen als type-locatie Australië terwijl de soort daar niet voorkomt.